# Gracilinanus agricolai
Cryptonanus agricolai là một loài động vật có vú trong họ Didelphidae, bộ Didelphimorphia. Loài này được Moojen mô tả năm 1943.